# المقدر والمكتوب (فلم)
المقدر والمكتوب فيلم دراما، وموسيقي مصري لعام 1953  من إخراج، وتأليف، وسيناريو، وحوار عباس كامل. الفيلم من بطولة عبد العزيز محمود، وشريفة ماهر، وهدى شمس الدين، ومحمود شكوكو. تدور قصة الفيلم حول موظف كبير فاسد تمت إقالته بعد ثورة يوليو، ليسعى لتعويض ما فقده من خلال تزويج ابنته من شخص ثري، بينما هي مرتبطة بقصة حب مع الطبيب عبد المنعم. أنتج الفيلم عبد العزيز محمود، وصدر إلى دور العرض المصرية في 17 أبريل 1953.

## طاقم التمثيل
عبد العزيز محمود: في دور الدكتور عبد المنعم (طبيب الأسنان)
شريفة ماهر: في دور بهية (ممرضة في عيادة الدكتور عبد المنعم)
هدى شمس الدين: في دور مايسة (ابنة الثري
محمود شكوكو: في دور حمودة (تمرجي في عيادة الدكتور عبد المنعم)
سعاد مكاوي: في دور نجية (بنت عم الدكتور منعم)
كيتي: في دور ماريا (ممرضة أسنان في عيادة الدكتور كوستا)
حسن فايق: في دور طاهر بيه العفيف (والد مايسة، ومدير مصلحة حكومية سابق)
زوزو ماضي: في دور المض هانم (زوجة طاهر بيه العفيف)
عمر الجيزاوي: في دور دندراوي (مساعد الكبير، عبد الرحيم كبير الرحيمية)
محمد التابعي: في دور عبد الرحيم (كبير الرحيمية)
السيد بدير: في دور عبد الموجود (شقيق الدكتور منعم)
لطفي الحكيم: في دور الشيخ عبد الرحمن (عم الدكتور منعم)
بترو طنوس: في دور الدكتور كوستا
حسنة سليمان: في دور الخادمة
بالاشتراك مع: فكرية محمد – فلاديمير – محمد البكار – وهبة حسب الله – عبد الحميد زكي – عبد المنعم إسماعيل.

## أحداث الفيلم
يتم الإستغناء عن خدمات طاهر بك (حسن فايق)، مدير مصلحة الاستعسار والتعسير بعد ثورة يوليو، مما يتسبب في إنهيار أسرته إقتصادياً، وإنقاذاَ لأسرته يريد طاهر أن يزوج ابنته مايسة (هدى شمس الدين) من أحد الأثرياء ليعين الأسرة على مواصلة الحياة كما كانت من قبل. تعلم المض هانم (زوزو ماضي)، والدة مايسة، ان ابنتها مايسة تحب شاب من أسرة بسيطة هو الدكتورعبدالمنعم (عبد العزبز محمود)، فتقف ضد هذا الزواج.
كانت مايسة قد التقت بالدكتور منعم في عيادته عندما ذعبت لحشو ضرس عند الدكتور كوستا (بترو طنوس) ولكن تومرجي الدكتور منعم، حمودة (محمود شكوكو)، يقوم بخدعة لتحويل المرضى من  عيادة الدكتور كوستا إلى عيادة الدكتور منعم. يقع منعم في حب مايسة، ويتصل بها، ويأخذ منها موعد، وتغار ممرضته بهية (شريفة ماهر)، التي تحب الدكتور منعم، وتحاول دائماً ابعاده عن الجميلات.
يطلب الشاب الثري عبد الموجود (السيد بدير) الزواج من مايسة بناء على تعليمات والده عبد الرحيم بيه كبير الرحيمية (محمد التابعي)، بينما يحب عبد الموجود ابنة عمه نجية (سعاد مكاوي). تكتشف أسرة مايسة أن الشاب الثري هو شقيق عبد المنعم فتصدم مايسة، وتقرر الهرب من البيت. تنتهي أحداث الفيلم بزواج الدكتور منعم من ممرضته بهية، وزواج شقيقه عبد الموجود من ابنه عمهم نجية.

## إنتاج الفيلم
شجعت نجاحات عبد العزيز محمود والشهرة الواسعة كنجم شباك على أن يؤسس شركة إنتاج خاصة به عام 1951، وينتج من خلالها 4 أفلام، هي "خد الجميل"، و"مقدر ومكتوب، علشان عيونك، تاكسى الغرام»، ويؤكد الابن أن والدته هي صاحبة الفضل في فكرة تأسيس شركة إنتاج أفلام عبد العزيز محمود.

## أغاني الفيلم
الوعد والمكتوب (غناء: عبد العزيز محمود)
عيادتنا يا ست العيادات (غناء: محمود شكوكو، وكيتي)
أنا كنت خالي (من نظرة عين) (غناء: عبد العزيز محمود)
يا خسارة حسنك وجماللك (غناء: محمود شكوكو)
يا نارك وناري (غناء: عبد العزيز محمود)
ميلي حواليا (وعد ومكتوب) (عبد العزيز محمود)
يا ولد عمي يا نور العين (غناء: سعاد مكاوي)
فرحة ما تمت (غناء: سعاد مكاوي)
يا ميت ندامة (غناء: عمر الجيزاوي)
على حسب وداد (غناء: عمر الجيزاوي، وسعاد مكاوي)
كلمات: جليل البنداري – فتحي قورة – إبراهيم كامل رفعت، الألحان: عبد العزيز محمود.

## بطلات الفيلم
شريفة ماهر (مواليد 30 سبتمبر 1932) أكتشفها محمد عبد الوهاب عندما التقى بها في القطار المتجه إلى حلوان حيث تسكن، وحدد لها موعد في شركة بيضافون، ووقع معها عقد احتكار لمدة ثلاث سنوات.
هدى شمس الدين (27 يناير 1925 – 1 يناير 2002) راقصة وممثلة من أصل أرمني اسمها الأصلي «أليس». أدت دور البطولة المطلقة في عام 1952 أمام المطرب محمد أمين، الذي تزوجها لاحقًا، في فيلم «عشرة بلدي» من إخراج إبراهيم حلمي، وكان آخر أفلامها وهو فيلم «آخر جنان» من إخراج عيسى كرامة.

## استقبال الفيلم
كتب محمد عبد الهادي في موقع الصحيفة اليومية العرب تحت عنوان «المقدر والمكتوب».. خليط من السياسة والاستعراض يرصد واقع الأرمن بمصر، حيث كتب: «يعكس فيلم «المقدر والمكتوب» الدور الكبير الذي لعبه الفنانون الأرمن في السينما المصرية على مستوى كل من التمثيل والاستعراض... ضم العمل اثنتين من الفنانات الأجنبيات وهما هدى شمس الدين وكيتي، التي أثارت الجدل بعد تقارير صحافية لاقت اهتماما واسعا بشأن تفاصيل عن حياتها بعدما اختفت في ظروف غامضة... استعان المخرج عباس كامل في غالبية أعماله بطواقم من الأرمن خلف الكواليس سواء في طواقم الصوت مثل المهندس أنيفيو أورفانللي، أو المصور برونو سالفي أو العديد من الكفاءات الأخرى في مواقع مختلفة لاستغلال الخبرة الطويلة التي كانوا يتمتعون بها. في هذا الإطار فإن أشهر مصوري الفوتوغرافيا وخبراء الزنكوغراف الذين يهيمنون علي سوق تلك الحرفة، توزعوا بين الأرمن واليونانيين».

## روابط خارجية
- المقدر والمكتوب على موقع الدهليز
- المقدر والمكتوب على موقع قاعدة بيانات الأفلام العربية